# Diocesi di Abziri
La diocesi di Abziri (in latino Dioecesis Abziritana) è una sede soppressa e sede titolare della Chiesa cattolica.

## Storia
Abziri, sito non identificato nei pressi di Oudna nel governatorato di Ben Arous in Tunisia, è un'antica sede episcopale della provincia romana dell'Africa Proconsolare, il cui primate era il vescovo di Cartagine.
Sono tre i vescovi conosciuti di questa antica diocesi africana. Vittore presenziò al concilio indetto a Cartagine dall'arcivescovo Geneclio nel 390, durante il quale prese la parola per rafforzare il principio che vieta ad un vescovo di intervenire nel territorio di un'altra diocesi.
Fruttuoso partecipò, per parte cattolica, alla conferenza di Cartagine del 411, che vide riuniti assieme i vescovi cattolici e donatisti dell'Africa; in quel momento non c'era un vescovo donatista e la sede era rappresentata da un presbitero dipendente da Feliciano di Utina. Fruttuoso può essere identificato con l'omonimo vescovo, indicato senza sede di appartenenza, che sottoscrisse la lettera del sinodo antipelagiano di Cartagine del 416.
Vittorino prese parte al concilio africano antimonotelita del 646 e sottoscrisse la lettera al patriarca di Costantinopoli Paolo, che in seguito fu letta durante il sinodo romano indetto da papa Martino I nel 649.
Dal 1933 Abziri è annoverata tra le sedi vescovili titolari della Chiesa cattolica; dal 31 maggio 2017 il  vescovo titolare è Hansjörg Hofer, vescovo ausiliare di Salisburgo.

## Cronotassi

### Vescovi
- Vittore † (menzionato nel 390)
- Fruttuoso † (prima del 411 - dopo il 416 ?)
- Vittorino † (menzionato nel 646)

### Vescovi titolari
- Emilio Abascal y Salmerón † (25 luglio 1953 - 18 aprile 1968 nominato arcivescovo di Jalapa)
- Joseph Obert, P.I.M.E. † (5 settembre 1968 - 6 marzo 1972 deceduto)
- Vinzenz Guggenberger (17 maggio 1972 - 4 luglio 2012 deceduto)
- Kęstutis Kėvalas (27 settembre 2012 - 20 aprile 2017 nominato vescovo coadiutore di Telšiai)
- Hansjörg Hofer, dal 31 maggio 2017